# Forêts de la vallée de la Semoy a Thilay et Hautes-rivières
Forêts de la vallée de la Semoy a Thilay et Hautes-rivières este o arie protejată (sit de importanță comunitară — SCI) din Franța întinsă pe o suprafață de 950 ha, integral pe uscat.

## Localizare
Centrul sitului Forêts de la vallée de la Semoy a Thilay et Hautes-rivières este situat la coordonatele 49°52′55″N 4°50′22″E / 49.88194°N 4.83944°E.

## Înființare
Situl Forêts de la vallée de la Semoy a Thilay et Hautes-rivières a fost declarat arie specială de conservare în baza directivei 92/43 din 1992 referitoare la conservarea habitatelor naturale și a faunei și florei sălbatice pentru a proteja 7 specii de animale.

## Biodiversitate
Situată în ecoregiunea continentală, aria protejată conține 9 habitate naturale: Formațiuni de Juniperus communis pe lande sau pajiști calcaroase, Păduri de fag Luzulo-Fagetum, Păduri de stejar sau de stejar și carpen sub-atlantice și medio-europene de Carpinion betuli, Păduri aluvionare cu Alnus glutinosa și Fraxinus excelsior (Alno-Padion, Alnion incanae, Salicion albae), Pante stâncoase silicioase cu vegetație casmofită, Păduri pe pante, grohotișuri și ravene de Tilio-Acerion, Liziere de ierburi înalte hidrofile de câmpie și de nivel montan până la alpin, Cursuri de apă de la nivel de câmpie la nivel montan, cu vegetație Ranunculion fluitantis și Callitricho-Batrachion, Mlaștini împădurite.
La baza desemnării sitului se află mai multe specii protejate:
- mamifere (2): castor (Castor fiber), liliac comun (Myotis myotis)
- nevertebrate (1): Unio crassus
- pești (4): zvârluga (Cobitis taenia), zglăvoacă (Cottus gobio), Cottus perifretum, cicar (Lampetra planeri)

Pe lângă speciile protejate, pe teritoriul sitului au mai fost identificate 5 specii de plante, 4 specii de mamifere, 1 specie de pești.